# FK Близнецов
FK Близнецов (лат. FK Geminorum, HD 49524) — одиночная переменная звезда в созвездии Близнецов на расстоянии приблизительно 1 511 световых лет (около 463 парсек) от Солнца. Видимая звёздная величина звезды — от +10,9m до +10,4m.

## Характеристики
FK Близнецов — красный гигант, пульсирующая медленная неправильная переменная звезда (LB) спектрального класса M6,5, или M4, или M7, или Mb. Радиус — около 83,05 солнечных, светимость — около 740,536 солнечных. Эффективная температура — около 3304 К.